# King (Years & Years)
"King" is een single van het Britse muziektrio Years & Years. De single kwam uit in januari 2015, maar werd op 1 maart 2015 opnieuw uitgebracht als muziekdownload in Engeland door Polydor Records.

## Achtergrond
Het nummer kwam de Engelse hitlijsten binnen op de nummer-1 positie en werd daarmee Years & Years' eerste nummer-1 single in Engeland. In Australië, Bulgarije, Denemarken, Duitsland, Engeland, Ierland, Kroatië, Luxemburg, Nederland, Oostenrijk en Zwitserland behaalde "King" een plek binnen de top-10.
De bijhorende videoclip is geregisseerd door Nadia.

## Tracklijst
| Nr. | Titel | Duur |
| --- | ----- | ---- |
| 1.  | King  | 3:34 |

| Nr. | Titel                     | Duur |
| --- | ------------------------- | ---- |
| 1.  | King (The Magician remix) | 4:00 |
| 2.  | King (TCTS remix)         | 3:45 |
| 3.  | King (Oceaán remix)       | 3:25 |

## Hitnoteringen

### Nederlandse Top 40
| Hitnotering: 07-02-2015 t/m 22-08-2015 | Hitnotering: 07-02-2015 t/m 22-08-2015 | Hitnotering: 07-02-2015 t/m 22-08-2015 | Hitnotering: 07-02-2015 t/m 22-08-2015 | Hitnotering: 07-02-2015 t/m 22-08-2015 | Hitnotering: 07-02-2015 t/m 22-08-2015 | Hitnotering: 07-02-2015 t/m 22-08-2015 | Hitnotering: 07-02-2015 t/m 22-08-2015 | Hitnotering: 07-02-2015 t/m 22-08-2015 | Hitnotering: 07-02-2015 t/m 22-08-2015 | Hitnotering: 07-02-2015 t/m 22-08-2015 | Hitnotering: 07-02-2015 t/m 22-08-2015 | Hitnotering: 07-02-2015 t/m 22-08-2015 | Hitnotering: 07-02-2015 t/m 22-08-2015 | Hitnotering: 07-02-2015 t/m 22-08-2015 | Hitnotering: 07-02-2015 t/m 22-08-2015 | Hitnotering: 07-02-2015 t/m 22-08-2015 | Hitnotering: 07-02-2015 t/m 22-08-2015 | Hitnotering: 07-02-2015 t/m 22-08-2015 | Hitnotering: 07-02-2015 t/m 22-08-2015 | Hitnotering: 07-02-2015 t/m 22-08-2015 | Hitnotering: 07-02-2015 t/m 22-08-2015 | Hitnotering: 07-02-2015 t/m 22-08-2015 | Hitnotering: 07-02-2015 t/m 22-08-2015 | Hitnotering: 07-02-2015 t/m 22-08-2015 | Hitnotering: 07-02-2015 t/m 22-08-2015 | Hitnotering: 07-02-2015 t/m 22-08-2015 | Hitnotering: 07-02-2015 t/m 22-08-2015 | Hitnotering: 07-02-2015 t/m 22-08-2015 | Hitnotering: 07-02-2015 t/m 22-08-2015 | Hitnotering: 07-02-2015 t/m 22-08-2015 |
| Week:                                  | 1                                      | 2                                      | 3                                      | 4                                      | 5                                      | 6                                      | 7                                      | 8                                      | 9                                      | 10                                     | 11                                     | 12                                     | 13                                     | 14                                     | 15                                     | 16                                     | 17                                     | 18                                     | 19                                     | 20                                     | 21                                     | 22                                     | 23                                     | 24                                     | 25                                     | 26                                     | 27                                     | 28                                     | 29                                     |                                        |
| -------------------------------------- | -------------------------------------- | -------------------------------------- | -------------------------------------- | -------------------------------------- | -------------------------------------- | -------------------------------------- | -------------------------------------- | -------------------------------------- | -------------------------------------- | -------------------------------------- | -------------------------------------- | -------------------------------------- | -------------------------------------- | -------------------------------------- | -------------------------------------- | -------------------------------------- | -------------------------------------- | -------------------------------------- | -------------------------------------- | -------------------------------------- | -------------------------------------- | -------------------------------------- | -------------------------------------- | -------------------------------------- | -------------------------------------- | -------------------------------------- | -------------------------------------- | -------------------------------------- | -------------------------------------- | -------------------------------------- |
| Positie:                               | 27                                     | 24                                     | 17                                     | 14                                     | 8                                      | 6                                      | 5                                      | 4                                      | 4                                      | 4                                      | 3                                      | 4                                      | 4                                      | 3                                      | 4                                      | 5                                      | 6                                      | 7                                      | 8                                      | 9                                      | 11                                     | 13                                     | 14                                     | 16                                     | 23                                     | 30                                     | 31                                     | 35                                     | 39                                     | uit                                    |

### NederlandseSingle Top 100
| Hitnotering: 31-01-2015 t/m 24-10-2015 | Hitnotering: 31-01-2015 t/m 24-10-2015 | Hitnotering: 31-01-2015 t/m 24-10-2015 | Hitnotering: 31-01-2015 t/m 24-10-2015 | Hitnotering: 31-01-2015 t/m 24-10-2015 | Hitnotering: 31-01-2015 t/m 24-10-2015 | Hitnotering: 31-01-2015 t/m 24-10-2015 | Hitnotering: 31-01-2015 t/m 24-10-2015 | Hitnotering: 31-01-2015 t/m 24-10-2015 | Hitnotering: 31-01-2015 t/m 24-10-2015 | Hitnotering: 31-01-2015 t/m 24-10-2015 | Hitnotering: 31-01-2015 t/m 24-10-2015 | Hitnotering: 31-01-2015 t/m 24-10-2015 | Hitnotering: 31-01-2015 t/m 24-10-2015 | Hitnotering: 31-01-2015 t/m 24-10-2015 | Hitnotering: 31-01-2015 t/m 24-10-2015 | Hitnotering: 31-01-2015 t/m 24-10-2015 | Hitnotering: 31-01-2015 t/m 24-10-2015 | Hitnotering: 31-01-2015 t/m 24-10-2015 | Hitnotering: 31-01-2015 t/m 24-10-2015 | Hitnotering: 31-01-2015 t/m 24-10-2015 |
| Week:                                  | 1                                      | 2                                      | 3                                      | 4                                      | 5                                      | 6                                      | 7                                      | 8                                      | 9                                      | 10                                     | 11                                     | 12                                     | 13                                     | 14                                     | 15                                     | 16                                     | 17                                     | 18                                     | 19                                     | 20                                     |
| -------------------------------------- | -------------------------------------- | -------------------------------------- | -------------------------------------- | -------------------------------------- | -------------------------------------- | -------------------------------------- | -------------------------------------- | -------------------------------------- | -------------------------------------- | -------------------------------------- | -------------------------------------- | -------------------------------------- | -------------------------------------- | -------------------------------------- | -------------------------------------- | -------------------------------------- | -------------------------------------- | -------------------------------------- | -------------------------------------- | -------------------------------------- |
| Positie:                               | 95                                     | 55                                     | 36                                     | 29                                     | 17                                     | 12                                     | 9                                      | 7                                      | 8                                      | 5                                      | 6                                      | 8                                      | 8                                      | 7                                      | 8                                      | 8                                      | 8                                      | 10                                     | 13                                     | 15                                     |
| Week:                                  | 21                                     | 22                                     | 23                                     | 24                                     | 25                                     | 26                                     | 27                                     | 28                                     | 29                                     | 30                                     | 31                                     | 32                                     | 33                                     | 34                                     | 35                                     | 36                                     | 37                                     | 38                                     | 39                                     |                                        |
| Positie:                               | 17                                     | 19                                     | 20                                     | 17                                     | 20                                     | 23                                     | 25                                     | 28                                     | 30                                     | 30                                     | 32                                     | 35                                     | 45                                     | 58                                     | 61                                     | 69                                     | 67                                     | 84                                     | 91                                     | uit                                    |

### 3FM Mega Top 50
| Hitnotering: 31-01-2015 t/m 03-10-2015 | Hitnotering: 31-01-2015 t/m 03-10-2015 | Hitnotering: 31-01-2015 t/m 03-10-2015 | Hitnotering: 31-01-2015 t/m 03-10-2015 | Hitnotering: 31-01-2015 t/m 03-10-2015 | Hitnotering: 31-01-2015 t/m 03-10-2015 | Hitnotering: 31-01-2015 t/m 03-10-2015 | Hitnotering: 31-01-2015 t/m 03-10-2015 | Hitnotering: 31-01-2015 t/m 03-10-2015 | Hitnotering: 31-01-2015 t/m 03-10-2015 | Hitnotering: 31-01-2015 t/m 03-10-2015 | Hitnotering: 31-01-2015 t/m 03-10-2015 | Hitnotering: 31-01-2015 t/m 03-10-2015 | Hitnotering: 31-01-2015 t/m 03-10-2015 | Hitnotering: 31-01-2015 t/m 03-10-2015 | Hitnotering: 31-01-2015 t/m 03-10-2015 | Hitnotering: 31-01-2015 t/m 03-10-2015 | Hitnotering: 31-01-2015 t/m 03-10-2015 | Hitnotering: 31-01-2015 t/m 03-10-2015 | Hitnotering: 31-01-2015 t/m 03-10-2015 |
| Week:                                  | 1                                      | 2                                      | 3                                      | 4                                      | 5                                      | 6                                      | 7                                      | 8                                      | 9                                      | 10                                     | 11                                     | 12                                     | 13                                     | 14                                     | 15                                     | 16                                     | 17                                     | 18                                     | 19                                     |
| -------------------------------------- | -------------------------------------- | -------------------------------------- | -------------------------------------- | -------------------------------------- | -------------------------------------- | -------------------------------------- | -------------------------------------- | -------------------------------------- | -------------------------------------- | -------------------------------------- | -------------------------------------- | -------------------------------------- | -------------------------------------- | -------------------------------------- | -------------------------------------- | -------------------------------------- | -------------------------------------- | -------------------------------------- | -------------------------------------- |
| Positie:                               | 24                                     | 21                                     | 18                                     | 15                                     | 15                                     | 10                                     | 6                                      | 5                                      | 7                                      | 5                                      | 3                                      | 5                                      | 7                                      | 6                                      | 5                                      | 5                                      | 6                                      | 7                                      | 7                                      |
| Week:                                  | 20                                     | 21                                     | 22                                     | 23                                     | 24                                     | 25                                     | 26                                     | 27                                     | 28                                     | 29                                     | 30                                     | 31                                     | 32                                     | 33                                     | 34                                     | 35                                     | 36                                     |                                        |                                        |
| Positie:                               | 8                                      | 10                                     | 12                                     | 12                                     | 16                                     | 17                                     | 25                                     | 32                                     | 32                                     | 32                                     | 31                                     | 29                                     | 28                                     | 42                                     | 50                                     | 50                                     | 50                                     | uit                                    |                                        |

## Releasedata
| Land                | Releasedatum     | Formaat        | Label                  |
| ------------------- | ---------------- | -------------- | ---------------------- |
| Ierland             | 27 februari 2015 | Muziekdownload | Polydor                |
| Australië           | 1 maart 2015     | Muziekdownload | Polydor                |
| Verenigd Koninkrijk | 1 maart 2015     | Muziekdownload | Polydor                |
| Verenigde Staten    | 21 april 2015    | Radio          | Cherrytree, Interscope |
| Verenigde Staten    | 5 mei 2015       | Dance-radio    | Cherrytree, Interscope |